# Northwood (Nouvelle-Zélande)

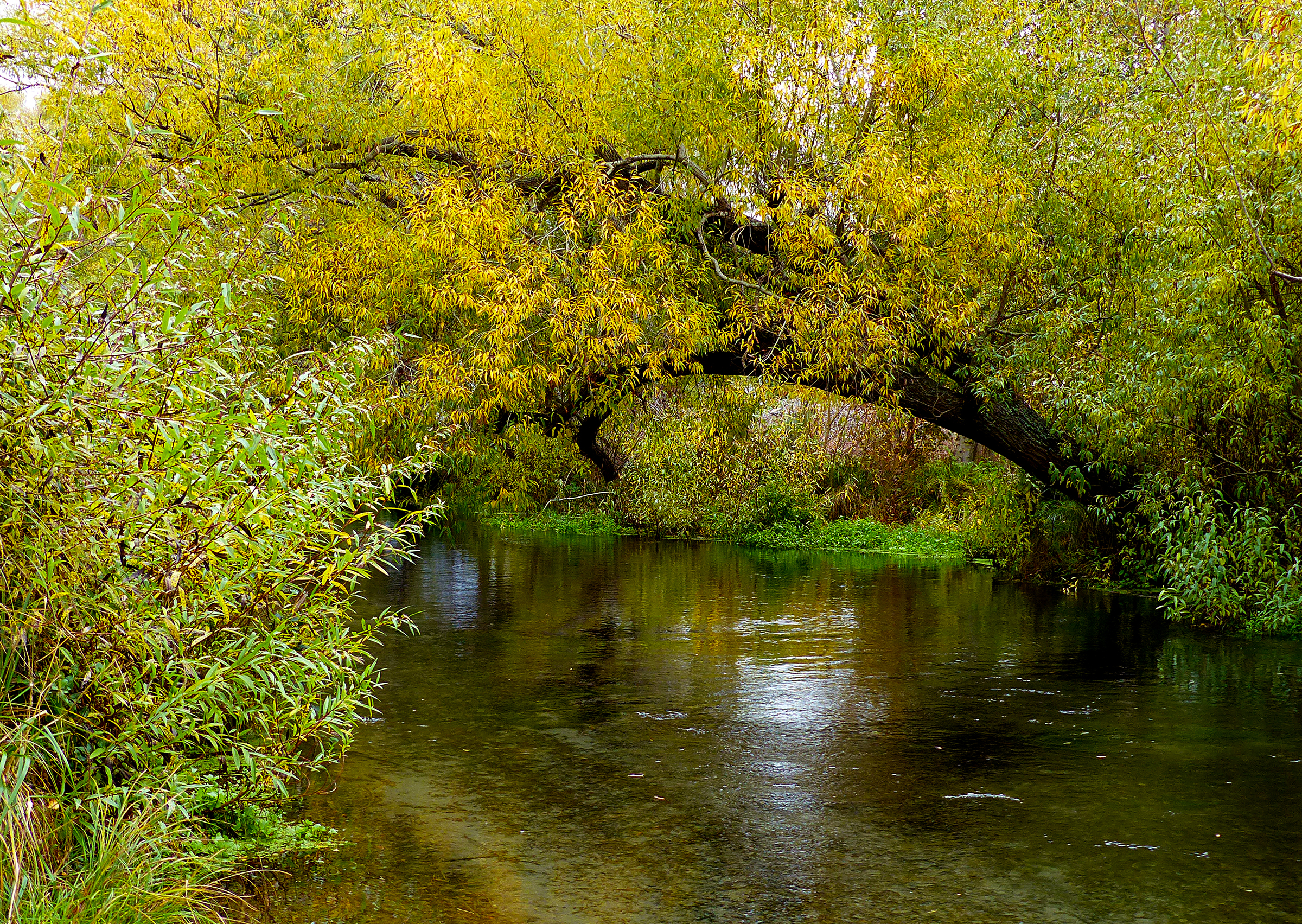
La rivière Styx, s’écoulant à travers le Groynes

Northwood est une banlieue des pentes nord de la cité de Christchurch dans l’Île du Sud de la Nouvelle-Zélande.

## Histoire
Elle fut développée en 2000 comme une subdivision de la ville de Belfast sur des terres précédemment utilisées pour des vergers de pommiers,.
Le nom de «Northwood» fut accepté lors d’une réunion du conseil de la communauté Shirley-Papanui, le 2 février 2000,.
En 1998, les terres agricoles situées au nord-est de ce qui est devenu plus tard Northwood furent aménagées en un golf, le Peppers Clearwater Resort (en).
Le Groynes est un important parc entre Northwood et le domaine de Clearwater (en).
La réserve de conservation de « Styx Mill » est sur le côté sud de Northwood.

## Démographie
Northwood, comprenant la zone statistique de « Northwood » et « Clearwater », couvre 7,16 km2.
En juin 2021, il avait une population estimé à 4 370 habitants avec une densité de 610 personnes par km2.
La localité de Northwood, comprenant la zone statistique de Northwood et Clearwater, avait une population de 4 266 résidents lors du recensement de 2018 en Nouvelle-Zélande, en augmentation de 108 personnes (soit 2,6 %) par rapport au recensement de 2013 en Nouvelle-Zélande, et une augmentation de 1 293 personnes (soit 43,5 %) depuis le recensement de 2006 en Nouvelle-Zélande.
Il y avait 1 650 logements.
On comptait 2 097 hommes et 2 166 femmes, donnant un sex-ratio de 0,97 homme pour une femme, avec 681 personnes (soit 16,0 %) âgées de moins de 15 ans, 609 personnes (soit 14,3 %) âgées de 15 à 29 ans, 2 037 personnes (soit 47,7 %) âgées de 30 à 64 personnes et 939 personnes (soit 22,0 %) âgées de 65 ans ou plus.
La représentation ethnique était de 83,5 % Européens/Pākehā, 4,6 % Māori, 0,8 % personnes du Pacifique, 13,7 % Asiatiques, et 2,5 % d’autres ethnicités (le total fait plus de 100 % dans la mesure où une personne peut s’identifier à de multiples ethnicités).
La proportion des personnes nées outre-mer était de 24,0 %, à comparer aux 27,1 % au niveau national.
Bien que certaines personnes s'opposent à donner leur religion, 41,6 % n’avaient aucune religion, 48,3 % étaient chrétiens, 0,8 % étaient hindouistes, 1,3 % étaient musulmans, 0,8 % étaient bouddhistes et 1,2 % avaient une autre religion.
Parmi celles âgées d’au moins 15 années, 882 personnes (soit 24,6 %) avaient un niveau de premier cycle universitaire ou d’un degré supérieur et 546 personnes (soit 15,2 %) n’avaient aucune qualification formelle.
Le statut d’emploi de ceux d’au moins 15 ans d’âge était pour 1 701 personnes (soit 47,4 %) un plein emploi, 561 personnes (soit 15,6 %) étaient à temps partiel et 93 personnes (soit 2,6 %) étaient sans emploi .
| Nom              | Population | Logements | Âge médian | Revenus médians |
| ---------------- | ---------- | --------- | ---------- | --------------- |
| Northwood        | 3567       | 1371      | 48,2 ans   | 37 400 $.       |
| Clearwater       | 699        | 279       | 50,8 ans   | 50 300 $.       |
| Nouvelle-Zélande |            |           | 37,4 ans   | 31 800 $        |

## Northwood Supa Centre
Le complexe du centre commercial de « Northwood Supa Centre » est ouvert en 2000.
Il couvre une zone de 33,062 m2 avec 29 revendeurs, comprenant les marques The Warehouse, Harvey Norman, Countdown, Noel Leeming et Smiths City (en).